# Wil (film)
Wil è un film del 2023 diretto da Tim Mielants.
Il soggetto della pellicola, ambientata nel Belgio sotto l'occupazione nazista, è tratto dal pluripremiato romanzo omonimo di Jeroen Olyslaegers.

## Trama
Nel 1942 ad Anversa, i giovani Wil e Lode entrano nel corpo di polizia cittadino consci che dovranno sottostare alla volontà delle forze naziste occupanti, ma ammoniti anche dal loro capo Jean a restare passivi di fronte alle iniziative di questi.
Al termine del primo giorno in carica, i due giovani sono chiamati da un Feldgendarm ad assisterlo. L'ufficiale tedesco fa irruzione in una casa ebrea dove, dopo aver fatto razzia, trascina fuori i la coppia e la loro piccola figlia per motivi non meglio precisati. Quando la donna prova la fuga per salvare la figlia, il tedesco spara, Lode reagisce e ne nasce un parapiglia. Per salvare il collega minacciato, Wil si scaglia contro il Feldgendarm che poi, accidentalmente batte il capo contro dei binari in ferro appoggiati su un carro, morendo sul colpo. Presi dal panico i due ragazzi occultano il corpo in un tombino e tornano a casa infangati e trafelati.
Solo il loro capo Jean li aveva intravisti, ma quando partono le indagini tedesche per ritrovare l'ufficiale scomparso, nulla fa risalire ai due ragazzi che, faticosamente, fanno finta di niente. Gregor Schnabel però sospetta subito dei due e li richiede per un'operazione di rastrellamento di attivisti comunisti. Questi vengono poi interrogati di fronte ai ragazzi perché confessino e quindi vengono giustiziati sul posto come rappresaglia.
Wil, artista in erba, attraverso il padre, chiede aiuto a Verschaffel, uno scopritore di talenti che lo prende sotto la sua ala proteggendolo, ma introducendolo anche in un circolo di collaborazionisti filonazisti che inorridiscono il ragazzo. Nel frattempo Lode ha fatto scomparire il corpo del Feldgendarm con l'aiuto delle Brigate Bianche, di cui fa parte insieme alla sorella Yvette. Anche grazie a questa, di cui si innamora, Wil, che aveva nascosto la famiglia ebrea nell'appartamento in cui Verschaffel gli ha permesso di allestire il suo studio di artista, entra a far parte attivamente anche lui di questa associazione segreta di ribelli. Infatti il suo legame con Verschaffel può essere una risorsa perché può agire come infiltrato e riportare all'organizzazione importanti informazioni.
Su Wil si stringe sempre più il cerchio e lo stesso prende rischi sempre più grandi come quello di far scappare la famiglia ebrea, sempre con l'appoggio di Yvette con la quale fa coppia. La cosa in un primo tempo riuscita, in realtà viene scoperta e, una volta catturato anche il "Professore", capo delle Brigate Bianche, per lui non c'è più scampo, a meno che non obbedisca agli ordini restando rispettosamente al suo posto.
Quando viene ordinato alla polizia belga di effettuare direttamente un rastrellamento di ebrei, Wil opera con solerzia, anche di fronte a colleghi che vorrebbero fare eccezioni e distinguo. Yvette lo vede e ne è profondamente colpita. Lui la insegue cercando di spiegarsi, ma lei, raggiunta la stazione, si lascia travolgere da un treno sotto i suoi occhi.

## Produzione
Le riprese del film sono state effettuate tra maggio e giugno 2022 in Belgio e in Polonia.
Il regista ha affermato che il film indaga su come ci si possa comportare in tempo di guerra, combattuti tra l'istinto di sopravvivenza e l'impulso a fare qualcosa di buono di fronte all'orrore che ti circonda. E spesso è una questione anche di fortuna.